# Making of NON-STANDARD MUSIC/Making of MONAD MUSIC
『Making of NON-STANDARD MUSIC/Making of MONAD MUSIC』（メイキング・オブ・ノン・スタンダード・ミュージック/メイキング・オブ・モナド・ミュージック）は、日本のミュージシャンである細野晴臣のミニアルバム。

## 概要
1984年、細野はアルファレコードからテイチクエンタテイメントへ移籍し、「ノン・スタンダードレーベル」「モナドレーベル」の2つのレーベルを立ち上げたが、本作はノン・スタンダードレーベルの第一弾として、5万枚限定でリリースされた。
LPには丸尾末広、ひさうちみちお、諸星大二郎、藤原カムイらの漫画、小説などが収録されているオールカラー176ページの本「グロビュール」が同封。
予約特典としてLPのシュリンクを切る「グロビュールカッター」も封入。

## アルバムジャケット
ジャケットで細野が手にしている光る物体は、ノン・スタンダードレーベルのマスコットキャラクター「グロビュール」である。細野のテイチク移籍と同時に設立された、テイチクの音楽出版社「グロビュール音楽出版」（現：テイチクミュージック）の名前の由来である。

## 再発盤
長らくCD化されず、『S・F・X』収録曲と併録されていたが、2001年にようやく単独でCD化された。

## 収録曲
- A面のタイトルは「Making of NON-STANDARD MUSIC」、B面のタイトルは「Making of MONAD MUSIC」である。

| 全作曲・編曲: 細野晴臣。 |                                                              |      |            |      |
| #                        | タイトル                                                     | 作詞 | 作曲・編曲 | 時間 |
| 1.                       | 「Non-Standard Mixture」(ノン・スタンダード・ミクスチュアー) |      | 細野晴臣   | 7:04 |
| 合計時間:                | 合計時間:                                                    | 7:04 |            |      |

| 全作曲・編曲: 細野晴臣。 |                                                         |      |            |      |
| #                        | タイトル                                                | 作詞 | 作曲・編曲 | 時間 |
| 1.                       | 「Medium Composition; #1」(ミディアム・コンポジション1) |      | 細野晴臣   | 1:15 |
| 2.                       | 「Medium Composition; #2」(ミディアム・コンポジション2) |      | 細野晴臣   | 2:12 |
| 3.                       | 「3・6・9」(ミロク)                                     |      | 細野晴臣   | 3:46 |
| 合計時間:                | 合計時間:                                               | 7:13 |            |      |

### CD
| 全作曲・編曲: 細野晴臣。 |                                                              |       |            |      |
| #                        | タイトル                                                     | 作詞  | 作曲・編曲 | 時間 |
| 1.                       | 「Non-Standard Mixture」(ノン・スタンダード・ミクスチュアー) |       | 細野晴臣   | 7:04 |
| 2.                       | 「Medium Composition; #1」(ミディアム・コンポジション1)      |       | 細野晴臣   | 1:15 |
| 3.                       | 「Medium Composition; #2」(ミディアム・コンポジション2)      |       | 細野晴臣   | 2:12 |
| 4.                       | 「3・6・9」(ミロク)                                          |       | 細野晴臣   | 3:46 |
| 合計時間:                | 合計時間:                                                    | 14:17 |            |      |

## 楽曲解説

### A面 Making of NON-STANDARD MUSIC
1. Non-Standard Mixture - ノン・スタンダード・ミクスチュアー
  - 7分を超える大作であり、A面にはこれ1曲のみが収録されている。
  - 細野自身が出演している『ナムコ』のCMにも使われた。
  - この曲のフレーズの一部は、スケッチ・ショウ（細野と高橋幸宏によるユニット）の2002年の楽曲「TURN TURN」にも使われた。
  - 曲に何度か入る「yum、yum」の声はグレムリンが食べ物をあさる時の声である。
  - 後に、同じノン・スタンダードレーベルのバンド「アーバン・ダンス」が、この曲に歌詞を付け、「REMAKING OF NON-STANDARD MUSIC」のタイトルでアルバム「URBAN DANCE」で発表した。

### B面 Making of MONAD MUSIC
1. Medium Composition; #1 - ミディアム・コンポジション1
  - 1986年に発表された細野のアルバム、『エンドレス・トーキング』にも別のヴァージョンで収録されている。
2. Medium Composition; #2 - ミディアム・コンポジション2
3. 3・6・9 - ミロク
  - 藤幡正樹のCG作品『弥勒』に書き下ろした楽曲。